# Marten Eikelboom
Marten Eikelboom (ur. 12 października 1973 w Zwolle) – holenderski hokeista na trawie. Dwukrotny medalista olimpijski.
Występował na pozycji napastnika. W reprezentacji Holandii debiutował w 1994. Brał udział w dwóch igrzyskach (IO 00, IO 04), na obu zdobywał medale: złoto w 2000 oraz srebro w 2004. Z kadrą brał udział m.in. w mistrzostwach świata w 1994 (srebrny medal) oraz kilku turniejach Champions Trophy i mistrzostw Europy. Łącznie rozegrał 177 spotkań i strzelił 58 bramek.